# Hulu
Hulu (estilitzat com hulu) és un servei de subscripció de vídeos americà posseït per Hulu LLC, una empresa formada per Walt Disney (a través del grup televisiu de Disney–ABC) (30%), 21st Century Fox (a través de Fox Entertaintment Group) (30%), Comcast (a través de NBCUniversal) (30%), i des del 10 d'agost de 2016, Warner Bros (a través de Turner Broadcasting System) (10%).
Està orientat principalment a l'oferta de sèries televisives, agrupant tots els episodis de les sèries de televisió que els seus socis produeixen. En un primer moment, Hulu es va dividir en dues parts: una gratuïta, que contenia una sèrie de continguts limitats només accessibles per PC, i una de pagament, que contenia una biblioteca molt más gran que permetia el seu accés a través d'aplicacions mòbil i altres dispositius. Tanmateix, a 2016, Hulu va traslladar tot el seu contingut gratuït a Yahoo! i Yahoo! Vista i va estrenar un servei de televisió en directe el 3 de maig de 2017.
Hulu només s'ofereix a usuaris dins del Japó i Estats Units, i els seus territoris estrangers.

## Nom
El nom de Hulu prové de dues paraules del mandarí, húlú (葫芦/葫蘆), "carbassa", i hùlù (互录/互錄), "enregistrament interactiu". En el bloc de l'empresa s'explica el perquè:
En mandarí, Hulu té dos significats interessants, cadascun dels dos altament pertinents a la nostra missió. El significat primari de la paraula ens va interessar molt perquè Hulu és molt utilitzat a la Xina com un proverbi antic que significa "el suport de coses precioses". Es tracta d'una traducció literal de "carbassa", ja que en temps antics, els hulus eren buidats i emprats posteriorment per suportar coses precioses. El significat secundari de la paraula és "enregistrament interactiu". Vam veure ambdues definicions molt apropiades i altament pertinents a la missió de Hulu.

## Història empresarial
Els executius instrumentals clau en la fundació de Hulu van ser Bruce Campbell, Peter Chernin, JB Perrette, Michael Lang, Beth Comstock i Jason Kilar. La creació de l'empresa va ser anunciada a març de 2006 amb AOL, Comcast, Facebook, MSN, Myspace, i Yahoo! com a principals socis de distribució anunciats. De fet, Kilar va ser anomenat el CEO de l'empresa a juny de 2006.
El nom de Hulu va ser escollit a finals d'agost de 2007, quan la pàgina web va estrenar-se, amb un únic anunci i cap mena de contingut. El lloc web va demanar a diferents usuaris les seves adreces de correu electrònic per convidar-los posteriorment a una prova beta. A octubre, Hulu va enviar diferents invitacions privades a molts usuaris per provar la versió beta, i més tard va permetre que els usuaris convidessin a més amics. Hulu va estrenar-se als Estats Units el 12 de març de 2008. El primer producte que van llançar va ser el HULU Syndication Network, dissenyat i desenvolupat per la NBC Universal Team de Nova York, el 29 d'octubre de 2007, que va venir seguit de la pàgina oficial Hulu.com.
Hulu va començar la seva campanya publicitària amb l'emissió d'un anunci de la NBC en la Super Bowl XLIII, protagonitzat per Alec Baldwin i titulat com "Alec a Huluwood". L'anunci intentava revelar de forma còmica "l'impressionant secret darrere de Hulu", dient que es tractava d'un lloc en què s'estava tramant un pla per destruir el món, i que Baldwin realment era un alien disfressat. Des d'aleshores, la resta d'anuncis que han sortit han estat protagonitzats per actors o celebritats com Eliza Dushku, Seth MacFarlane, Denis Leary i Will Arnett.
A juliol de 2007, Providence Equity Partners, el propietari de Newport Television, va esdevenir un dels primers inversors "exteriors" en adquirir una desena part del percentatge total de l'empresa per 100 milions de dòlars, abans que l'empresa fos coneguda com a "Hulu". Amb la seva inversió es va afegir un nou seient en la junta directiva de Hulu, en què es va dir que Providence havia d'actuar com una "veu independent en el tauler". A octubre de 2012, Providence va vendre el capital que havia adquirit anteriorment als propietaris de mitjans de comunicació de Hulu, i va deixar per finalitzada la seva participació en el tauler.
A inicis de 2010, el cap executiu de Hulu, Jason Kilar, va dir que el servei havia aconseguit un benefici de dos quarts del total, i que l'empresa podria aconseguir guanyar 100 milions de dòlars en ingressos per l'estiu del mateix any (més del que havia aconseguit en tot 2009). ComScore va reportar que les visualitzacions mensuals de vídeo van arribar a 903 milions a gener de 2010, tres vegades per damunt del que havien aconseguit l'any passat, esdevenint la segona xarxa més visitada per darrere de YouTube.
El 16 d'agost de 2010, un informe va revelar que Hulu planejava un Initial Public Offering (IPO), que podria valorar l'empresa en més de 2 bilions de dòlars.
El 21 de juny de 2011, The Wall Street Journal va informar que una "oferta no sol·licitada" havia proposat a Hulu vendre l'empresa. Tanmateix, el 13 d'octubre de 2011, Hulu i els seus propietaris van anunciar que no vendrien l'empresa, ja que cap dels licitadors havia ofert una quantitat de diners satisfactòria als seus propietaris.
A l'any 2011, Hulu va aconseguir 420 milions de dòlars. La xifra va ser de 80 milions de dòlars menys que els ingressos previstos. El post vacant de CEO va ser oficialment substituït per l'ex president de Fox Networks, Mike Hopkins, el 17 d'octubre de 2013.

## Contingut dels socis
Seguint l'inici del seu servei, Hulu va signar acords amb diversos proveïdors nous de continguts, creant material addicional disponible per als consumidors.
El 30 d'abril de 2009, Walt Disney va anunciar que formaria part de Hulu, adquirint un 27 per cent de l'empresa.
El 15 d'agost de 2011, els espectadors de Fox i altres networks similars van ser informats que podien visionar els episodis de la cadena just després de les seves respectives emissions a través del servei pagat de cable o de Hulu. Els no-abonats només podrien veure aquells episodis una setmana més tard de la seva emissió.
El 28 d'octubre de 2011, Hulu va anunciar que havia realitzat un contracte de cinc anys amb la cadena The CW, permetent a la plataforma l'accés al seu contingut l'endemà de l'emissió.
El 18 de setembre de 2013, Hulu va anunciar un contracte amb la BBC per tal d'oferir 2,000 episodis de 144 títols diferents en els primers 12 mesos.
Al 2015, Hulu va començar a oferir contingut de Showtime per uns 8.99$ més al mes, el qual era més barat que el propi servei d'streaming de Showtime.
El 16 de juny de 2016, Hulu va anunciar un contracte amb Disney-ABC Grup Televisiu pels drets exclusius del contingut de les sèries de Disney Channel, Disney Junior i Disney XD, i de 20 pel·lícules originals de Disney Channel.
El 18 de setembre de 2016, tot el contingut de The CW va desaparèixer de Hulu, ja que la pròpia pàgina web de la cadena havia estrenat un servei d'streaming personalitzat, amb l'excepció de Netflix com a únic servei d'streaming proveïdor del contingut de The CW.
Des de gener 2017, una quantitat limitada del contingut de la biblioteca de CBS està disponible sota-demanda, majoritàriament limitat a aquella sèrie de productes que ja no emeten nous episodis. El 4 de gener de 2017, es va informar que s'havia arribat a un tracte per oferir emissions directes de CBS i d'altres canals afiliats al servei en viu de la plataforma.

## Productes

### Servei de subscripció de Hulu
A una conferència que es va produir el 21 d'octubre de 2009, l'ajudant del president de News Corporation, Chase Carey, va declarar que Hulu "necessita evolucionar per tenir un model de subscripció significatiu en el mercat" i que probablement començaria a cobrar un mínim pel contingut de 2010.
El servei de subscripció mensual de Hulu, anomenat Hulu Plus, es va estrenar en format beta el 29 de juny de 2010 i va ser oficialment estrenat el 17 de novembre de 2010. Com la versió gratis de Hulu, el contingut disponible a la plataforma de subscripció també conté anuncis. Tanmateix, ofereix una biblioteca de contingut molt més gran que inclou temporades senceres, accés al contingut del dia després de diferents cadenes i més episodis respecte els espectacles disponibles a través del servei gratis de Hulu. L'accés gratuït a Hulu només era disponible a PCs i portàtils, mentre que la subscripció per pagament permet accedir als espectadors a Hulu a través de tots els dispositius suportats que inclouen set-top boxes, smart TVS, videoconsoles, dispositius mòbils i més. Poc després d'haver-se complert l'any d'estrena del servei de subscripció de Hulu, el nombre d'abonats va arribar a 1.5 milions. A maig de 2016, Hulu va informar que havia assolit 12 milions d'abonats.
El 29 d'abril de 2015, Hulu va anunciar a la premsa que traurien el nom de "Plus" a "Hulu Plus" per tal de disminuir la confusió entre els serveis gratuïts i de pagament.

### Hulu amb TV en Directe
Al maig de 2016, Hulu va anunciar que planejava començar a oferir un servei d'IPTV over-the-top amb "programació en directe de les marques de broadcast i cable" en algun moment del 2017. A finals del 2016, els copropietaris de la 21st Century Fox i la Walt Disney Company van acordar proveir els seus canals al servei de streaming, unint-se també Time Warner, que prèviament va aconseguir un acord amb Hulu.
El servei, comercialitzat només com "Hulu amb TV en Directe", que s'acobla a les ofertes de televisió en directe amb la biblioteca existent de Hulu de la sèrie de televisió i pel·lícules, va ser llançat en beta el 3 de maig de 2017. El servei consisteix a pagar 39,99$ per mes i proporciona suport per Xbox One, Apple TV, Chromecast, iOS i dispositius Android. Ofereix seqüències en directe de més de 50 canals de difusió i cable d'origen, inclosos els noticiaris de les cinc principals cadenes de difusió – ABC, CBS, NBC, Fox Broadcasting Company i el CW– així com canals de cable propietat de Hulu Co-Parents, NBCUniversal, 21st Century Fox i la Walt Disney Company, juntament amb CBS Corporation, Turner Broadcasting System, Scripps Networks Interactive i A+E Networks (que abasta xarxes com la CNN, Food Network, Disney Channel, A&E, MSNBC i ESPN), amb el servei OTT de Showtime disponible com a complement per un suplement. En l'actualitat, el contingut en directe de les principals cadenes de televisió es limita a les estacions de propietat i operades i afiliats amb seu a Nova York, Los Angeles, Chicago, San Francisco i Philadelphia; els representants de Hulu van afirmar que es proposa negociar acords de transport amb grups de radiodifusió de propietat independent per obtenir drets de distribució a les estacions locals d'altres mercats. Les característiques inclouen la capacitat de crear sis perfils de comptes d'usuari per una sola subscripció (amb recomanacions personalitzades del programa basades en els programes favorits d'un usuari i diferents seqüències simultànies depenent del paquet), esports personalitzats, recomanacions i un núvol DVR amb entre 50 i 200 hores d'emmagatzematge depenent del nivell de servei (el DVR de nivell inferior no té funcionalitat de saltar-se els anuncis).

## Audiència
Els nombres d'audiència per al lloc web són rastrejats per empreses de mesurament com ComScore, Nielsen ratings i Quantcast. En col·laboració amb ComScore, Hulu és la primera empresa digital a rebre mesuraments multiplataforma a un nivell individual que inclou la co-visió dels dispositius de les sales d'estar. Al factorizar-ho, l'abast de Hulu entre els adults (entre 18 i 49 anys) augmenta un 50%.
No obstant això, la fiabilitat d'aquestes mètriques ha estat qüestionada, en part a causa de les estimacions àmpliament divergents. Per exemple, entre maig i juny de 2010, ComScore va actualitzar la seva metodologia de puntuació i les seves estimacions per Hulu van caure de 43,5 milions d'espectadors a 24 milions en un sol mes. En un informe de ComScore de tendències digitals en 2010, l'informe de la ComScore Digital Year in Review, va trobar que Hulu va ser vist el doble de vegades que els llocs web de les cinc xarxes principals de televisió combinades.
A partir del 2016, el 69% de les visualitzacions de Hulu tenen lloc a televisors regulars a través de dispositius connectats.

## Programació

### Socis de contingut
Hulu distribueix vídeo en el seu propi lloc web i sindica el seu allotjament a altres llocs web, i permet als usuaris incrustar clips de Hulu als seus llocs web. A més del NBC, programes i pel·lícules de l'ABC i la Fox, Hulu porta programes de networks tals com A&E, Big Ten Network, Bravo, E!, Fox Sports 2, FX, Public Broadcasting Service, NFL Network, Oxygen, RTAmerica, Fox Sports 1, Esquire Network, SundanceTV, Syfy, USA Network, NBCSN, i fonts de comèdia online com Onion News Network. Hulu reté entre el trenta i el cinquanta per cent dels ingressos publicitaris generats pels programes que distribueix.
Al novembre de 2009, Hulu també va començar a establir aliances amb segells discogràfics per albergar vídeos musicals i actuacions de concerts al lloc web, incloent EMI al novembre de 2009, i Warner Music Group al desembre de 2009.
A principis de març del 2010, Viacom va anunciar que estava llançant dos dels espectacles més populars del lloc web, The Colbert Report i The Daily Show, fora de Hulu. Els programes havien estat emetent-se a Hulu des de finals del 2008. Un portaveu de Viacom va assenyalar que "en el model econòmic actual, no hi ha molt perquè continuem en aquests moments. Si poden arribar al punt on el model de monetització sigui millor, llavors podríem tornar." Al febrer de 2011, tots dos programes van ser disponibles per streaming a Hulu de nou. The Daily Show va ser retirat de Hulu al març de 2017 amb la finalitat d'empènyer als espectadors a veure el programa en les aplicacions de Viacom i Comedy Central.

### Contingut original
Des del 17 de gener del 2011 fins al 24 d'abril de 2014, Hulu va retransmetre la seva pròpia sèrie The Morning After, un espectacle de notícies de la cultura pop. Va ser produït per Hulu en conjunció amb l'HDFilms de Jace Hall i les estrelles Brian Kimmet i Ginger Gonzaga. Produir el programa va ser un primer pas per a l'empresa, que en el passat ha estat principalment una distribuïdora de contingut.
El 16 de gener de 2012, Hulu va anunciar que es retransmetria el seu primer programa original basat en guions, titulat Battleground, que es va estrenar al febrer de 2012. El programa es va emetre al servei web gratuït de Hulu en lloc d'en la subscripció basada en Hulu Plus. Battleground es descriu com un drama polític a l'estil documental.
Més tard aquest mateix mes, Hulu va anunciar que emetria The Fashion Fund, una sèrie reality de sis parts, i el guanyador de l'espectacle rebria 300.000$ per començar la seva carrera.
Per continuar amb el seu moviment de programació original, Hulu va anunciar que hi hauria un total de set programes originals que es van planejar per emetre en el seu servei: Battleground, Day in the Life, i Up to Speed van ser esmentats prèviament; i el 19 d'abril, Hulu va agregar quatre espectacles més a la seva llista: Don't Quit Your Daydream, Flow, The Awesomes, i We Got Next. Alguns d'aquests programes van començar a emetre's en 2012, mentre que uns altres es van estrenar en els propers anys.
El 21 de maig de 2012, Hulu va anunciar que portaria a Kevin Smith a la seva línia de programació original. Smith presenta un programa de discussió sobre pel·lícules titulat Spoilers, que es va començar a emetre a mitjans del 2012.
El març de 2016, Lionsgate Premiere i Hulu van adquirir conjuntament els drets de distribució de la pel·lícula Joshy, que va ser llançada més endavant el 12 d'agost de 2016.
El 4 de maig de 2016, Hulu va adquirir The Beatles: Eight Days a Week, com la seva primera adquisició documental, com a part d'una col·lecció de pel·lícules documentals de Hulu. La pel·lícula es va estrenar teatralment el 15 de setembre, abans de debutar en el servei de streaming el 17 de setembre.

### South Park
El 12 de juliol de 2014, es va anunciar que Hulu havia signat un contracte de tres anys de compra de drets de transmissió en línia exclusius de la biblioteca South Park. A través de l'acord, el lloc web de South Park Studios va ser alimentat per Hulu video i la publicitat destacada. Juntament amb això, el nom del domini va canviar de "Southparkstudios.com" a "southpark.cc.com". Anteriorment, el programa havia estat disponible a Netflix. El llançament del nou lloc web va causar alguns problemes tècnics, que van ser resolts permetent que els fans veiessin episodis i clips sense censura. Per als espectadors fora dels Estats Units, alguns episodis i clips encara circulen a través dels "clàssics" jugadors de SouthPark i res va canviar a part del nou disseny del lloc. Un grapat de països també tenen les seves pròpies versions localitzades de llocs de South Park, amb l'antiga experiència.
Es va anunciar que a partir del setembre de 2014, després de l'estrena de la temporada 18, només 30 episodis seleccionats s'oferirien per a la visualització gratuïta en un moment en el lloc web, amb nous episodis que estarien disponibles per a un mes sencer a partir de l'endemà de la seva emissió original. Tota la sèrie està disponible per veure en el servei de subscripció de Hulu.

### AT&T
El 14 de maig de 2015, AT&T va donar amb un acord amb Hulu que donaria als seus clients accés al servei de streaming tant en graderies regulars com Premium. El 22 d'octubre de 2016, AT&T va anunciar un acord per comprar Time Warner, que posseeix el 10% de Hulu, per 108,7 mil milions de dòlars.

### Neon Alley
A l'inici d'abril de 2014, Neon Alley, un servei de streaming orientat a l'anime 24/7 de Viz Media que va començar el 2 d'octubre de 2012, al mateix temps als mercats dels Estats Units i Canadà (similar a Æsir Mitjana Group LLC i Valkyrie Mitjana Partners LLC ' s, Anime Network, The Chernin Group i el CrunchyRoll de TV Tòquio i el Aniplex of America de l'Aniplex Channel), va descontinuar el seu format de xarxa web i es va rellançar com un servei gratuït de vídeo en demanda (FVOD) en streaming d'anime al mercat nord-americà a través del seu lloc web o dispositius connectats a Internet a través de Hulu. Com a resultat, amb Hulu sent incapaç de transmetre al mercat canadenc, Neon Alley va deixar de transmetre a aquest mercat i va restringir el seu servei al mercat nord-americà solament. Això deixa a Anime Network, CrunchyRoll, Daisuki i Aniplex Channel com els únics serveis de streaming centrats en l'anime que transmeten al mercat canadenc al mateix temps que el mercat nord-americà, encara que aquests quatre continuen avui. El 21 de juliol de 2016, Tubi TV va anunciar que havien començat a transmetre certs títols viz a Canadà.
Ha de tenir-se en compte que Hulu és conegut per streaming de títols d'anime de molts distribuïdors, incloent Funimation, TMS Entertainment, i Bandai Visual, a més de Viz Media.

### Networks
- A+E Networks: A&E, FYI, History, Lifetime, Military History, Viceland
- AMC Networks: AMC, SundanceTV, WE tv, BBC America
- ANO TV-Novosti: RT America
- Contingut de la CBS al Japó i als Estats Units: CBS, CBS Sports Network
- Discovery Communications: Animal Planet, Discovery Channel, Discovery en Espanyol, Discovery Digital Networks, Destination America, Investigation Discovery, TLC, Discovery Family
- 21st Century Fox: Fox, Fox News Channel, Fox Business Network, FX, FX Movie Channel, FXX, National Geographic Channel, Big Ten Network, Fox Sports 1, Fox Sports 2
- NBCUniversal: CNBC, MSNBC, NBC, NBCSN, Oxygen, Syfy, USA Network, Bravo, E!, Universal Kids
- HBO (per 14.99$ extra al mes)
- Cinemax (per 9.99$ extra al mes)
- Showtime (per 8.99$ extra al mes)
- Time Warner: Adult Swim, Cartoon Network, The CW, TNT, TBS
- Viacom Media Networks: BET, Comedy Central, MTV, Nickelodeon, TV Land, VH1, Spike, CMT, Logo TV
- Disney: ABC, Disney Channel, Disney XD, Disney Junior, Freeform
- Ion Television
- PBS
- Starz Inc.: Starz
- Univision: Fusion
- Azteca International Corporation: Azteca

### Productoras y distribuidoras
- 20th Television, 20th Century Fox Television
- Aniplex of America
- Annapurna Pictures
- Cinedigm
- Cablevision
- CBS Corporation, CBS Television Studios
- Discotek Media
- Disney-ABC Domestic Television, ABC Studios
- DreamWorks Pictures
- Endemol
- Funimation
- Fremantle Media
- Green Apple Entertainment
- Lionsgate
- Maiden Japan
- MGM
- Media Blasters
- NBCUniversal, Universal Television
- NIS America
- Nutri Ventures Corporation
- Right Stuf
- Sentai Filmworks
- Sony Pictures Entertainment
- Time Warner
- Univision
- Viacom
- Viz Media
- Warner Bros. Television Distribution, Warner Bros. Television
- Wise Entertainment

### Plataformes internacionals
- DramaFever (programes asiàtics i llatins)
- Viki (programes asiàtics)

### Hulu Exclusiu
- Please Like Me (TBA) (US Only, Season 4–en curs)
- The Dam Keeper (TBA) (només Japón)
- Marvel's Runaways (2017-present)
- There's...Johnny! (TV series) (2017-present)
- Dimension 404 (2017-present)
- The Handmaid's Tale (2017)
- Shut Eye (2016)
- Chance (2016)
- Freakish (2016)
- The Path (2016)
- 11.22.63 (2016)
- All My Children (2013)
- The Booth at the End (2011 US i Japó)
- Casual (2015–present)
- Coronation Street (2013–present)
- Deadbeat (2014–presente)
- Difficult People (2015–present)
- East Los High (2013–present)
- Endgame (2011)
- Fresh Meat (2012 només US)
- Filthy Rich (2016 només US)[38]
- Home and Away (2015–present)
- The Hotwives (2014–present)
- Line of Duty (2012–2014)
- Little Mosque on the Prairie (2007–2012)
- The Mindy Project (2015–2017) (Season 4–en curs)
- Misfits (2011 només US)
- Mongrels (2011 US sólo)
- Moone Boy (2013–present)
- Mother Up! (2013–present)
- Neighbours (2014–present)
- One Life to Live (2013)
- The Only Way Is Essex (2010–present)
- Pramface (2012 només US)
- Prisoners of War (2010–present)
- The Promise (2013)
- Rev. (2011 només US)
- Spy (2011 només US)
- The Straits (2012)
- The Thick of It (2012 només US)
- Whites (2011 només US)
- The Yard (2011 només US)

## Disponibilitat
A partir de juny de 2015, l'accés a Hulu no està disponible internacionalment fora dels Estats Units i el Japó.

### Expansió internacional
El juliol de 2010, el Financial Times va revelar que Hulu havia estat treballant en plans per a un llançament internacional de Hulu Plus durant diversos mesos, i havia identificat el Regne Unit i Japó com a mercats on la seva pàgina web gratuïta i model de subscripció podria funcionar. El director executiu de Hulu, Jason Kilar, va expressar la seva convicció que el model dels Estats Units podria replicar-se a qualsevol lloc, dient: "No ens conformarem fins que aquest sigui un servei global". La primera expansió de Hulu en un mercat internacional va tenir lloc amb el llançament d'un servei al Japó l'1 de setembre de 2011.

#### Nippon TV adquireix el servei japonès de Hulu
El 27 de febrer de 2014, Nippon Television Network Corporation (Nippon TV) va adquirir el negoci japonès de Hulu. La transacció, que està subjecta a certes condicions regulatòries, va marcar l'entrada de NipponTV al negoci SVOD (Subscription Video On Demand). A través de l'adquisició, el servei de Hulu continua oferint als consumidors japonesos contingut premium, que inclou pel·lícules de Hollywood i japoneses, drames i programes de televisió populars. A més, els populars programes de Nippon TV i el seu contingut original exclusiu es van llançar en el servei Hulu al Japó, ampliant la seva oferta de contingut. Els usuaris japonesos tenen accés a una biblioteca de populars programes de televisió com la franquícia de CSI, Grey's Anatomy, Prison Break i Ugly Betty, i també pel·lícules com Armageddon, Men in Black i Pirates of the Caribbean.

### Absència al mercat canadenc
Hulu no pot llançar-se al Canadà a causa de la grandària relativament petita del mercat publicitari online del Canadà i perquè les cadenes de televisió ja tenen els drets exclusius de transmissió online al Canadà amb diversos títols oferts en Hulu, inclosos molts programes de la xarxa de televisió nord-americana. L'absència de Hulu al mercat canadenc va generar preocupació entre els fanàtics de la sèrie The Mindy Project quan va ser cancel·lada per Fox a la primavera de 2015 i posteriorment recollit per Hulu; l'emissora canadenca del programa, City, posteriorment va anunciar que continuaria transmetent la sèrie al Canadà. En l'actualitat, els consumidors canadencs tenen accés a diversos sistemes de transmissió, inclosa una versió canadenca de Netflix, Amazon Prime Video, CraveTV i Crackle, però amb CraveTV transmetent alguns programes de plataformes inaccessibles per a espectadors canadencs com Hulu.